# Jean Dutourd

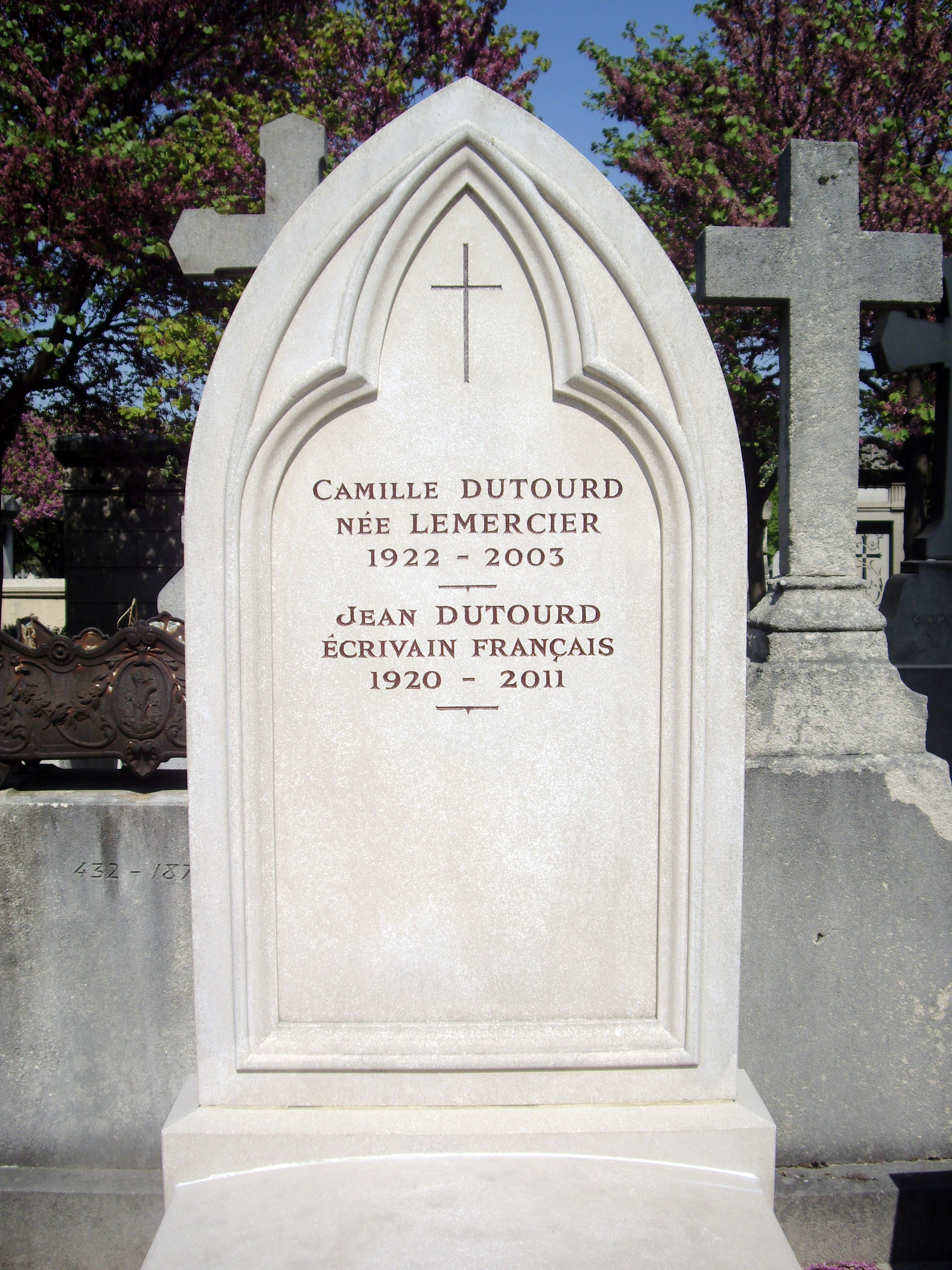
Graf van Dutourd (Montparnasse, Parijs)

Jean Dutourd (Parijs, 14 januari 1920 - 17 januari 2011) was een Franse schrijver en vertaler.
Sinds de jaren veertig heeft Jean Dutourd vele tientallen boeken gepubliceerd, hoofdzakelijk romans en essays. Zijn werk is met talloze literaire prijzen bekroond.
Sinds 1978 is hij lid van de Académie française.
In 1999 werd de Prix Daudet aan hem toegekend door de luisteraars van Radio Courtoisie.
Tot nu toe zijn slechts weinig boeken van Jean Dutourd in het Nederlands vertaald. Bij De Arbeiderspers verscheen in 1961 "Hoe blijf ik een nachtje over?", een Nederlandse vertaling van "Le petit Don Juan".

## Werken

### Eigen werk
- 1946 : Le Complexe de César, essay (Gallimard)
- 1947 : Le Déjeuner du lundi, roman (Robert Laffont)
- 1947 : Galère, gedichten (Éditions des Granges-Vieilles)
- 1948 : L'Arbre, theater (Gallimard)
- 1950 : Le Petit Don Juan, essay (Robert Laffont)
- 1950 : Une tête de chien, roman (Gallimard)
- 1952 : Au Bon Beurre, scènes de la vie sous l'Occupation, roman (Gallimard)
- 1955 : Doucin, roman (Gallimard)
- 1956 : Les Taxis de la Marne, essay (Gallimard)
- 1958 : Le Fond et la Forme, essai alphabétique sur la morale et sur le style, tome I (Gallimard)
- 1959 : Les Dupes, verhalen (Gallimard)
- 1959 : L'Âme sensible, essay (Gallimard)
- 1960 : Le Fond et la Forme, tome II (Gallimard)
- 1963 : Rivarol, essay en keuzes uit zijn teksten (Mercure de France)
- 1963 : Les Horreurs de l'amour, roman (Gallimard)
- 1964 : La Fin des Peaux-Rouges, kort proza (Gallimard)
- 1965 : Le Fond et la Forme, tome III (Gallimard)
- 1965 : Le Demi-Solde (Gallimard)
- 1967 : Pluche ou l'Amour de l'art, roman (Flammarion)
- 1969 : Petit Journal, 1965-1966 (Julliard)
- 1970 : L'École des jocrisses, essay (Flammarion)
- 1971 : Le Crépuscule des loups, kort proza (Flammarion)
- 1971 : Le Paradoxe du critique, essay (Flammarion)
- 1972 : Le Paradoxe du critique, gevolgd door Sept Saisons, toneelkritiek (Flammarion)
- 1972 : Le Printemps de la vie, roman (Flammarion)
- 1973 : Carnet d'un émigré (Flammarion)
- 1976 : 2024, roman (Flammarion)
- 1977 : Mascareigne, roman (Julliard)
- 1977 : Cinq ans chez les sauvages, essay (Flammarion)
- 1978 : Les Matinées de Chaillot, essay (S.P.L.)
- 1978 : Les Choses comme elles sont, gesprekken  (Stock)
- 1979 : Œuvres complètes, tome I (Flammarion)
- 1980 : Le Bonheur et autres idées, essai (Flammarion)
- 1980 : Discours de réception à l'Académie française (Flammarion)
- 1980 : Mémoires de Mary Watson, roman (Flammarion)
- 1981 : Un ami qui vous veut du bien (Flammarion)
- 1982 : De la France considérée comme une maladie (Flammarion)
- 1983 : Henri ou l'Éducation nationale, roman (Flammarion)
- 1983 : Le Socialisme à tête de linotte (Flammarion)
- 1984 : Œuvres complètes, tome II (Flammarion)
- 1984 : Le Septennat des vaches maigres (Flammarion)
- 1985 : Le Mauvais Esprit, gesprekken met J.-E. Hallier (Orban)
- 1985 : La Gauche la plus bête du monde (Flammarion)
- 1986 : Contre les dégoûts de la vie (Flammarion)
- 1986 : Le Spectre de la rose (Flammarion)
- 1987 : Le Séminaire de Bordeaux, roman (Flammarion)
- 1989 : Ça bouge dans le prêt-à-porter (Flammarion)
- 1990 : Conversation avec le Général (Flammarion)
- 1990 : Les Pensées (Éditions du Cherche-Midi)
- 1990 : Loin d'Édimbourg (Éditions de Fallois)
- 1991 : Portraits de femmes, roman (Flammarion)
- 1992 : Vers de circonstance (Éditions du Cherche-Midi)
- 1993 : L'Assassin, roman (Flammarion)
- 1994 : Domaine public (Flammarion)
- 1994 : Le Vieil Homme et la France (Flammarion)
- 1995 : Le Septième Jour, récits des temps bibliques (Flammarion)
- 1996 : Le Feld-Maréchal von Bonaparte (Flammarion)
- 1996 : Scènes de genre et tableaux d'époque (Guy Trédaniel)
- 1997 : Trilogie française (Le Séminaire de Bordeaux, Portraits de femmes, L'Assassin)  (Flammarion)
- 1997 : Scandale de la vertu (Éditions de Fallois)
- 1997 : Journal des années de peste, 1986-1991 (Plon)
- 1998 : Grand chelem à cœur (Éditions du Rocher)
- 1999 : À la recherche du français perdu (Plon)
- 2000 : Jeannot : mémoires d'un enfant, herinneringen (Plon)
- 2001 : Le Siècle des lumières éteintes (Plon)
- 2006 : Les perles et les cochons (Plon)
- 2007 : Leporello (Plon)
- 2007 : Œuvres complètes, tome III (Flammarion)

### Vertalingen naar het Frans
- Les Muses parlent, van Truman Capote
- L'Œil d'Apollon, van Gilbert Keith Chesterton
- Le Vieil Homme et la Mer, van Ernest Hemingway

- Biblioteca Nacional de España: XX912746
- Bibliothèque nationale de France: cb11901446h (data)
- Gemeinsame Normdatei: 118834916
- International Standard Name Identifier: 0000 0001 2124 407X
- Library of Congress Control Number: n50030189
- Nationale Bibliotheek van Tsjechië: ola2002106753
- Nationale bibliotheek van Australië: 35051653
- Nationale Bibliotheek van Israël: 987007298056705171
- Nederlandse Thesaurus van Auteursnamen: 070015643
- LIBRIS: 230189
- SNAC: w63v1pg9
- Système universitaire de documentation: 026847159
- Trove: 812469
- Virtual International Authority File: 24600997
- WorldCat: E39PBJt8kQdfJt6mvfYrRRt3Qq